# Vůz Bdt754 ČD
Vozy řady Bdt754, číslované v intervalu 50 54 20-29, do 1. ledna 2009 označené řadou 056, původně řada Bpb, byly řada čtyřnápravových přípojných osobních vozů z vozového parku Českých drah. Oba vozy vznikly rekonstrukcí starších osobních vozů s barovým oddílem BRn790 v Pars DMN Šumperk v letech 1998 a 2000.

## Vznik řady
V roce 1998 provedla firma Pars DMN Šumperk prototypovou rekonstrukci nepoužívaného restauračního vozu řady BRn790 na velkoprostorový vůz se zavazadlovým oddílem. Byl dosazen nový vytápěcí agregát Eberspächer a byla doplněna možnost komunikace s motorovým vozem 854. Ve vozech došlo ke kompletní obměně interiéru včetně obložení, sedaček a oken. V roce 2000 byl podobně rekonstruován i další vůz.
K sériovému pokračování této modernizace ovšem nikdy nedošlo z důvodu, že Drážní úřad požadoval při schvalování předsuvné dveře. Jako sériové vozy lze tak považovat až vozy řady Bdtn756.[zdroj?]

## Technické informace
Jsou to neklimatizované čtyřnápravové přípojné vozy o délce 24 500 mm, jejich skříň vycházela z typu UIC-Y. Nejvyšší povolená rychlost těchto vozů je 120 km/h. Vozy jsou vybaveny podvozky VÚKV. Brzdová soustava je tvořena špalíkovou brzdou DAKO.
Vozy mají dva páry zalamovacích nástupních dveří. Mezivozové přechodové dveře jsou dvoukřídlé, posuvné, poloautomatické a ovládané pomocí tlačítek. Okna těchto vozů jsou polospouštěcí.
Ve vozech se nachází jeden velkoprostorový oddíl pro přepravu cestujících a oddíl pro přepravu jízdních kol, dětských kočárků a rozměrných zavazadel. Velkoprostorový oddíl se skládá z devíti fiktivních oddílů. Samostatné sedačky s látkovým potahem a koženkovou opěrkou hlavy jsou uspořádány proti sobě, příčné uspořádání sedaček je 2 + 2. V tomto oddíle se nachází 72 míst k sezení. V oddíle pro zavazadla je dalších jedenáct sklopných sedaček. Vozy tedy mají celkem 83 míst k sezení. Zavazadlové police v oddíle pro cestující jsou příčné.
Pro zásobování elektrickou energií jsou na podvozcích nainstalovány nápravové generátory. Osvětlení vozů je řešeno pomocí zářivek. Vozy mají naftové topení. Naftový agregát Hydronic 35 Eberspacher ohřívá vzduch, který je rozháněn po voze. Vozy mají kromě naftového i elektrické topení. Díky tomu mohou být vozy řazeny do klasických souprav s elektrickým vytápěním.
Vozy měly původně červený nátěr se širokým žlutým pruhem pod okny a šedou střechou, nově nátěr od studia Najbrt.

## Provoz
Vozy byly primárně určeny do souprav s motorovými vozy 854 a případně i řídicími vozy řad Bfbrdtn794 nebo ABfbrdtn795. Do provozu zasahovaly od roku 2004, a to na rychlících na trase Praha – Turnov – Tanvald. Přibližně od roku 2012 byly vozy nasazovány sporadicky. Jejich poslední nasazení proběhlo na konci června 2013 na trase Praha – České Budějovice. Dne 14. listopadu 2013 byly oba existující vozy navrženy na zrušení a na přelomu let 2013 a 2014 byly zrušeny. Roku 2015 byly opětovně navráceny do vozového parku a v březnu a červnu 2015 byly převezeny do DPOV Nymburk. Od roku 2016 byly nasazovány do běžného provozu na trati Břeclav–Znojmo. Od roku 2022 jsou vozy odstaveny a v roce 2023 byly pravděpodobně sešrotovány.